# Cheaper by the Dozen (2003)
Cheaper by the Dozen is een film uit 2003 onder regie van Shawn Levy.

## Verhaal
Tom & Kate Baker zijn al ruim 20 jaar getrouwd en hebben samen 12 kinderen, Nora, Charlie, Lorraine, Henry, Jake, Sarah, Kim & Jessica (tweeling), Mark, Mike en Nigel & Kyle (tweeling) en een hond "Gunner". Ze wonen in Midland, Illinois en wonen daar gelukkig. Hun huishouden is chaotisch. In de film wordt duidelijk wat een ritueel het is in de ochtend voordat de kinderen, behalve de jongste tweeling, naar school moeten. Het huis is werkelijk een zootje, speelgoed ligt overal verspreid. Kate heeft net haar boek afgerond "Cheaper by the Dozen" over haar gezinsleven met 12 kinderen. Tom heeft van een oude vriend 'Shake' een aanbod gekregen om zijn oude football team te coachen, een droombaan voor Tom dus.
Voor zijn nieuwe baan moeten ze verhuizen naar Chicago, daar waar hun oudste dochter van 22 "Nora" ook woont met haar arrogante vriend Hank.
De kinderen en vooral een na oudste zoon Charlie vinden het maar niks om te verhuizen. Charlie moet hierdoor zijn vriendin Beth achterlaten en hij heeft niet veel belang bij studeren.
Ook de andere kinderen zijn om verschillende redenen niet te spreken over deze verhuizing. Ze gaan stemmen, maar uiteindelijk verhuizen ze toch.
Ze komen in een groot huis te wonen, waar de kinderen in eerste instantie enthousiast over zijn.
Ze krijgen een welkomstbezoek van de familie Shenk, die zelf 1 zoon Dylan hebben. Dylan vindt het zeer aangenaam om zoveel nieuwe vrienden te hebben. Zijn vader lijkt ook wel onder de indruk van het 14 koppige gezin, maar zijn vrouw Tina heeft er niks mee.
Nora komt op bezoek met Hank (gespeeld door Ashton Kutcher). Hij is niet zo geliefd bij het gezin. Hij is namelijk een acteur-model en vindt zichzelf helemaal geweldig. Hij heeft nog maar 1 reclamecommercial gemaakt voor een Mondspoel product en claimt dat hij al door paparazzi wordt achtervolgd, wat hem duidelijk ook wel leuk lijkt.
De jongere kinderen halen een geintje met hem uit, door hem eerst nat te maken en daarna zijn schone en droge onderbroek te mengen in het gehakt, waardoor er een geur op de onderbroek zit.
Hun hond Gunner wordt losgelaten op Hank zodra hij aan de eettafel zit in zijn 'schone' en droge kleding. Hank vertrekt woedend en trekt hierbij de hele buurthondenclan aan, wat zorgt voor een komisch tafereel rondom zijn splinternieuwe auto.
Ook Nora vertrekt niet al te blij.
Tom krijgt het vanaf het eerste moment in hun nieuwe huis al erg druk en moet al weg voor interviews voordat er ook nog maar een koffer is uitgepakt.
Kate krijgt later een telefoontje van haar vriendin en krijgt te horen dat haar boek wordt gepubliceerd. Ze moet hiervoor naar New York komen om o.a. in interviews op radio en televisie te gaan promoten (booktour).
Na twijfel en overleg met Tom, stemt ze ermee in en vliegt af naar New York. Tom denkt ondertussen makkelijk zijn gezin te kunnen onderhouden inclusief zijn nieuwe baan.
Hij vergist zich ernstig, als zijn kinderen een loopje met hem nemen. Het huis wordt een rotzooi en Nora wordt regelmatig opgeroepen om op te passen. Charlie loopt regelmatig weg van huis en heeft een hekel aan school. De nieuwe footballclub waar hij bij zit is ook niet leuk en hij wordt continu vernederd door teamgenoten.
Lorraine maakt zich alleen druk om zichzelf en dus ook haar uiterlijk, terwijl alle jongere kinderen kattenkwaad uithalen. Zelfs huisarrest kan haar niet stoppen om toch naar Dylan Shenks verjaardagsfeestje te gaan, met alle rampzalige gevolgen van dien.
Kate mist in New York haar kroost en heeft het te rustig in vergelijking met wat ze gewend is.
Ze belt regelmatig naar huis, maar krijgt altijd te horen dat het goed gaat.
Thuis is Mark allesbehalve gelukkig. Hij voelt zich het buitenbeentje van de familie en houdt zich meestal bezig met zijn pad (kikker) 'Beans'. Hij mist zijn moeder en zijn vader vergeet soms dat hij Mark heet.
De kinderen krijgen het voor elkaar hun moeder te bereiken en vertellen wat er gaande is.
Kate belt een teleurgestelde Tom, die net met zijn club verloren heeft. Ze besluit de booktour af te zeggen en gaat naar huis. Ze draagt Tom op om de kinderen het huis te laten schoonmaken, aangezien Oprah Winfrey bij hen thuis een interview komt afnemen. Eenmaal thuis ontdekt Kate hoeveel er is gebeurd de laatste weken. De kinderen die vechten op school, Charlie die uit de football club is gestapt en Nora die haar eigen werk moest opofferen om op haar broertjes en zusjes te komen passen. Kate is erg boos op Tom en alsof het nog niet beter kan, komt ook Shake nog even langs om hem met de neus op de feiten te drukken. Kate had altijd al een hekel aan Shake en geeft hem daarom ook nog even een sneer ter "correctie".
De kikker van Mark overlijdt en Mark is erg verdrietig. Hij besluit weg te lopen. Hij laat een brief achter voor zijn familie met de woorden "Big familys stinks" (Grote families zijn niks).
Met z'n allen gaan ze op zoek naar Mark, ook Nora wordt ingelicht en wil helpen zoeken. Zo komt ze erachter dat het Hank allemaal niks kan schelen en ze maakt het uit met hem. Tom ontdekt via een tekening die Mark maakte, waar hij heen is.
Hij vindt hem net op tijd in de trein richting Midland.
Eenmaal in Midland is de hele familie inmiddels gearriveerd en komen Mark een warm welkom geven.
Ze komen allemaal tot het besef wat ze elkaar hebben aangedaan en gaan weer terug naar Chicago.
Eenmaal terug wordt Beans, Marks kikker (of pad) begraven in de achtertuin, onder toezicht van alle gezinsleden. Mark spreekt de laatste woorden uit, waaruit duidelijk wordt wat voor steun de kikker voor hem was toen hij zich zo alleen voelde, maar dat dit nu niet meer het geval is.
Tom besluit ontslag te nemen als coach, want als het mis gaat met zijn familie dan moeten dromen aan de kant worden gezet.
Zijn kinderen komen hem nog één keer aanmoedigen als coach als ze horen dat hij ontslag heeft genomen.
Op het eind zitten ze gezellig aan het kerstdiner als complete familie, inclusief Nora.

## Rolverdeling
| Acteur          | Personage      |
| --------------- | -------------- |
| Steve Martin    | Tom Baker      |
| Bonnie Hunt     | Kate Baker     |
| Piper Perabo    | Nora Baker     |
| Tom Welling     | Charlie Baker  |
| Hilary Duff     | Lorraine Baker |
| Kevin Schmidt   | Henry Baker    |
| Alyson Stoner   | Sarah Baker    |
| Jacob Smith     | Jake Baker     |
| Liliana Mumy    | Jessica Baker  |
| Morgan York     | Kim Baker      |
| Forrest Landis  | Mark Baker     |
| Blake Woodruff  | Mike Baker     |
| Brent Kinsman   | Nigel Baker    |
| Shane Kinsman   | Kyle Baker     |
| Paula Marshall  | Tina Shenk     |
| Ashton Kutcher  | Hank           |
| Jared Padalecki | Pestkop        |
| Richard Jenkins | Shake          |